# Rio Baracuxi
Rio Baracuxi är ett vattendrag i Brasilien.   Det ligger i delstaten Pará, i den norra delen av landet, 2 100 km nordväst om huvudstaden Brasília.
I omgivningarna runt Rio Baracuxi växer i huvudsak städsegrön lövskog. Trakten runt Rio Baracuxi är nära nog obefolkad, med mindre än två invånare per kvadratkilometer.